# جورج كرومويل سكوت
جورج كرومويل سكوت (بالإنجليزية: George Cromwell Scott)‏ (و. 1864 – 1948 م) هو سياسي، ومحامي، وقاضي من الولايات المتحدة الأمريكية.
وهو عضو في الحزب الجمهوري.
توفي في سيوكس سيتي.